# 黄溪连
黄溪连（1967年9月—），男，福建人，中华人民共和国外交官，现任中国驻菲律宾大使。

## 生平
黄溪连毕业于北京外国语学院和曼彻斯特大学经济学。1989年，进入中华人民共和国外交部工作，先后在外交部亚洲司、驻文莱大使馆、驻印度大使馆任职。2007年，任驻文莱大使馆参赞。2008年，任驻美国大使馆参赞。2010年，任驻巴基斯坦大使馆参赞。2012年，任外交部亚洲司参赞。2014年，升任外交部亚洲司副司长。2018年1月，出任中华人民共和国驻东盟大使。2019年12月，出任中华人民共和国驻菲律宾大使。

## 家庭
已婚，有一子。

## 争议
2023年4月14日，身任中国驻菲律宾大使的黄溪连就菲律宾与美国的伙伴关系演讲中发出威胁性言论。他在马尼拉的一场演讲中建议菲律宾政府，如果后者关心150,000名在台湾工作的海外菲律宾工人，就应该明确反对「台湾独立」，而不是通过允许美国进入台湾海峡附近的军事基地来火上浇油。他表示，美国打算利用菲律宾开放的4个新基地干涉台海局势，以牺牲菲律宾和该地区的和平与发展为代价推进其反华议程来达到其地缘政治目的。他表示，尽管中国是最不希望看到台湾海峡发生冲突的国家，因为双方都是中国人，但中国不会放弃使用武力，并保留防止外部干涉和分裂活动必要措施的选择权。他也将台湾局势与棉兰老岛叛乱问题进行比较，宣称台湾问题完全是中国的内政，类似于棉兰老岛问题，并指就像菲律宾永远不会允许任何第三方插手解决棉兰老岛的叛乱问题。
菲律宾参议员里萨·洪蒂维洛斯要求菲律宾政府应该让中国驻菲律宾大使黄溪连及其国家在西菲律宾海的船只和人工岛立刻收拾行装离开，并指责后者公然发表恐吓言论的行为是可耻的。菲律宾众议院议员弗朗斯·卡斯特罗认为，黄溪连在反对台湾独立问题的表述上不是建议，而是对菲律宾发出威胁，而且还对无辜的海外菲律宾工人发出威胁的言论必须受到谴责。菲律宾国防部 （DND）与菲律宾国家安全委员会（NSC）先后就黄溪连的言论发文抗议。DND发言人在一份声明中表示对中国驻菲律宾大使黄溪连称菲律宾在台湾问题上干涉中国内政的说法表示反对，并反对后者将台湾局势与棉兰老岛叛乱问题进行比较的说法。NSC强调，菲律宾无意干预中国与台湾之间持续的紧张局势和关注国民安全和福祉的同时，也强烈反对中国利用海外国民的人身安全来散布恐惧和恐吓。